# Емма Морано
Емма Мартіна Луїджія Морано (італ. Emma Martina Luigia Morano), у шлюбі Мартінуцці (італ. Martinuzzi); 29 листопада 1899, Чив'яско, Верчеллі, П'ємонт, Королівство Італія — 15 квітня 2017, Вербанія, Вербано-Кузіо-Оссола, П'ємонт, Італія) — італійська супердовгожителька. Прожила 117 років. З 12 травня 2016 року (після смерті Сюзанни Мушатт Джонс) по 15 квітня 2017 року була найстарішою повністю верифікованою нині живою людиною у світі.
Емма Морано була останньою живою людиною, яка народилася у 1800-х роках, чий вік було документально підтверджено, а також однією з трьох останніх людей, які народилися у XIX столітті.
Морано була найстарішою нині живою людиною в Італії та Європі після смерті супердовгожительки Марії Редаеллі 2 квітня 2013 року. Емма Морано також є найстаршою повністю верифікованою людиною в історії Італії та сьомою найстарішою людиною в світовій історії. 29 листопада 2016 року Емма Морано відсвяткувала 117-річчя, ставши другою людиною в історії Європи, яка досягла такого поважного віку (після француженки Жанни Кальман).

## Життєпис
Емма Мартіна Луїджія Морано народилася 29 листопада 1899 року в Чив'яско, Верчеллі, П'ємонт, Королівство Італія в родині Джованні Морано і Матильди Брешані. Емма була найстаршою з восьми дітей у сім'ї — п'яти дочок і трьох синів. Члени її родини також були довгожителями — мати, тітка і деякі з її братів та сестер прожили понад 90 років, а її сестра Анджела Морано (1908—2011) померла у 102-річному віці.
Коли Емма ще була дитиною, сім'я переїхала із долини річки Сезія у Вербано-Кузіо-Оссола через роботу її батька. Але клімат місцевості, де вони жили, був досить суворим, тому лікар порадив родині жити в місці з більш м'яким кліматом і вони переїхали в Палланцу на озеро Лаго-Маджоре, де Емма прожила до своєї смерті.
У жовтні 1926 року 27-літньою вона одружилася з Джованні Мартінуцці (1901—1978), а у 1937 році народила сина, який помер у віці 6 місяців. Шлюб не був щасливим. У 1938 році Емма фактично розлучилася з чоловіком, змусивши його покинути їхній будинок, проте залишившимь в офіційному шлюбі до кінця життя.
До 1954 року Емма працювала на джутовій фабриці, у своєму місті. Пізніше вона працювала на кухні, школи-інтернату у Вербанії. На пенсію довгожителька вийшла в 1975 році.
У грудні 2011 року президентом Італії Джорджо Наполітано вона була нагороджена лицарським орденом «За заслуги перед Італійською Республікою».
У 2013 році довгожителька розповідала, що секрет її довголіття в тому, що вона ніколи не приймала ліків, їла три яйця на день, випивала склянку домашнього коньяку, іноді їла шоколад, а насамперед позитивно думала про майбутнє.
Морано жила самостійно у своєму власному будинку до 115 років. На своє 116-річчя вона отримала привітання з днем народження від Папи Римського Франциска.
У 2016 році Емма розповідала, що завдячує своєму довголіттю тому, що вона їла сирі яйця та печиво, а також тому, що вона довгий час жила сама.
У липні 2016 року довгожителька отримала сертифікат від Книги рекордів Гіннеса, який підтверджував, що вона найстаріша нині жива людина у світі. 29 листопада 2016 року урочистості з нагоди 117-річчя Емми, транслювалися в прямому ефірі на італійському телебаченні.

## Смерть
Емма Морано померла в своєму будинку в Вербанії 15 квітня 2017 року у віці 117 років і 137 днів. На той час вона була найстарішою нині живою людиною у світі та п'ятою найстарішою людиною в історії.
Після її смерті найстарішою повністю верифікованою людиною в світі стала американська супердовгожителька Вайолет Браун. Емма Морано найдовше утримувала статус найстарішої нині живої людини в Італії серед усіх італійських довгожителів.

## Рекорди довголіття
- 2 квітня 2013 року, після смерті довгожительки Марії Редаеллі (1899—2013), Морано стала найстарішою нині живою людиною в Італії та Європі.
- 29 листопада 2015 року стала 14-ю людиною в світі, яка офіційно досягла 116-річного віку.
- 2016 рік:
  - 27 березня — увійшла до десятки найстаріших повністю верифікованих людей в історії;
  - 12 травня — стала найстарішою повністю верифікованою нині живою людиною у світі;
  - 11 листопада — посіла шосте місце в списку найстаріших людей в історії;
  - 29 листопада — стала шостою людиною в історії, яка офіційно досягла 117-річного віку.
- Станом на грудень 2020 року займає сьоме місце у списку найстаріших повністю верифікованих людей в історії.[5]